# Acacia curvata
Acacia curvata är en ärtväxtart som beskrevs av Bruce R. Maslin. Acacia curvata ingår i släktet akacior, och familjen ärtväxter. Inga underarter finns listade i Catalogue of Life.